# HTTP 302
Відповідь за протоколом HTTP із кодом статусу  302 Found зазвичай використовується для виконання перенаправлення на іншу сторінку.
HTTP відповідь з цим статус кодом додатково містить в собі URL-посилання на HTTP локацію в полі HTTP заголовка. Клієнтський браузер таким чином отримує команду виконати другий запит за новим URL-посиланням, яке вказане у заголовку, в іншому випадку повторює запит.  В специфікації HTTP/1.0 (RFC 1945) цей код спочатку мав інше описання  — "Тимчасово переміщено".
Багато веббраузерів реалізували свою поведінку при отриманні відповіді з цим кодом порушуючи стандарт, змінюючи тип нового запиту на GET, не зважаючи на тип попереднього запиту (наприклад POST )   У зв’язку з цим, у стандарт HTTP/1.1 (RFC 2616) було введено нові статус коди 303 і 307, щоб усунути неоднозначності між двома типами поведінки. Отримуючи статус 303, браузер обов’язково має змінити тип запиту на GET, а при наявності статус коду 307 має зберегти тип попереднього запиту. Попри існування нових статус кодів, які розв'язують проблему неоднозначності, код  302 досі існує в веб фреймворках для того, щоб зберегти сумісність із браузерами, які не підтримують специфікацію HTTP/1.1.
Як наслідок, в новій редакції RFC 2616 поведінка була змінена, так що замість автоматичної переадресації користувачу дається можливість змінити умови нового посилання з POST на GET і підтвердити дію.

## Приклад
Клієнтський запит:
```
GET /index.html HTTP/1.1
Host: www.example.com

```

Відповідь серверу:
```
HTTP/1.1 302 Found
Location: http://www.iana.org/domains/example/

```

## Дивись також
- Список кодів стану HTTP